# فرودگاه جزیره بنگورا
فرودگاه جزیره بنگورا (به انگلیسی: Benguera Island Airport) یک فرودگاه همگانی با کد یاتا BCW است که یک باند فرود آسفالت دارد و طول باند آن ۹۹۰ متر است. این فرودگاه در کشور موزامبیک قرار دارد .